# Opetia
Opetia Meigen, 1830, è un genere di insetti dell'ordine dei Ditteri (Brachycera: Cyclorrhapha). Storicamente incluso nella famiglia dei Platypezidae, attualmente è trattato separatamente in una famiglia propria (Opetiidae Rondani, 1856).

## Descrizione
Gli adulti sono insetti di piccole dimensioni, con corpo lungo 2-5 mm, con livrea di colore scuro ad eccezione degli occhi, di colore rosso. La morfologia è decisamente primitiva.
Il capo è globoso e leggermente più largo del torace, provvisto di due ocelli, oloptico nel maschio e dicoptico nella femmina. Setole fronto-orbitali e verticali robuste. Le antenne sono lunghe ed erette, completamente rivestite da setole; strutturalmente sono di tipo aristato ma con morfologia tipicamente primitiva per l'inserzione dello stilo all'apice del primo flagellomero. scapo e pedicello brevi, primo flagellomero oblugo e affusolato all'estremità, stilo lungo e sottile, bisegmentato, con segmento basale molto breve. L'apparato boccale è di tipo succhiante, con labbro superiore sottile e diritto, mascelle con lacinie brevi e sottili e palpi relativamente lunghi ed arcuati, labbro inferiore terminante con labelli provvisti di numerose pseudotrachee.
Il torace è leggermente convesso sul dorso e di profilo squadrato, con chetotassi primitiva e costituita da brevi setole: le acrosticali sono poco differenziate, quelle dorsocentrali anteriori sono brevi e allineate su due serie, quelle posteriori sono lunghe e uniseriali; presenti inoltre robuste setole omerali, notopleurali, sopralari, intralari e postalari. Lo scutello è provvisto di numerosi peli indifferenziati sul margine e una o due lunghe setole. Le zampe, sottili e prive di specializzazioni funzionali, hanno tarsi di cinque segmenti, con tarsomero prossimale marcatamente più lungo degli altri. Le ali sono larghe, con lobo anale pronunciato nei maschi e appena accennato nelle femmine, alula leggermente pronunciata e convessa, pterostigma in corrispondenza della terminazione di R1.
| |
| Nervature longitudinali: C: costa; Sc: subcosta; R: radio; M: media; Cu: cubito; A: anale. Nervature trasversali: h: omerale; r-m: radio-mediale; m-cu: medio-cubitale. Cellule: br: 1ª basale; bm: 2ª basale; cup: cellula cup. |

La nervatura alare è caratterizzata da una marcata evidenza delle vene longitudinali e dalla posizione prossimale delle vene trasversali. La costa si estende lungo l'intero margine e la subcosta e breve e confluente sulla costa. La radio si divide in tre rami: R1 relativamente breve; settore radiale breve e disposta in posizione prossimale, originata dalla base della radio presso la vena omerale; R2+3 e R4+5 lunghe e parallele; R4+5 confluente sul margine in corrispondenza dell'apice dell'ala. La media si divide in tre rami confluenti sul margine posteriore, con base di M4 in posizione prossimale e biforcazione M1+2 in posizione centrale. La vena trasversa mediale è assente, perciò manca la cellula discale. cubito breve e confluente sull'anale alla base del lobo anale con un angolo acuto e ramo terminale A1+CuA lungo e confluente sul margine. Le vene trasverse radio-mediale e medio-cubitale sono posizionate presso la base dell'ala, perciò le cellule basali e cup hanno uno sviluppo ridotto.
L'addome è oblungo, compresso lateralmente nel maschio e largo e leggermente compresso in senso dorso ventrale nelle femmine. L'addome delle femmine ha gli uriti 6-10 fusi a formare un ovopositore di sostituzione e retratti, insieme all'urite 5 all'interno del quarto. Quello dei maschi ha l'ipopigio ruotato di 180° e riflesso in posizione ventrale sotto gli uriti pregenitali.
Lo stadio larvale è sconosciuto.

## Biologia
L'habitat di questi insetti è costituito da ambienti boschivi di pianura o di collina. Nel complesso si tratta di ditteri poco conosciuti, i cui adulti hanno probabilmente un regime dietetico glicifago e si nutrono di nettare.
Malgrado non si conoscano gli stadi preimmaginali, si ritiene probabile l'associazione delle larve al legno marcescente o altri detriti vegetali in decomposizione

## Sistematica
Il genere Opetia è stato storicamente incluso all'interno della famiglia Platypezidae fino a quando Chandler (1981, 1991) lo ha elevato al rango di famiglia. Il carattere primitivo di questo genere, nell'ambito dei Cyclorrhapha, è stato in passato motivo di controversia: secondo Disney (1987) Opetia dovrebbe essere spostato dai Cyclorrhapha e inserito fra i Brachiceri inferiori nella superfamiglia degli Empidoidea. La tesi di Disney, tuttavia, non trovò consenso e attualmente la generalità degli Autori concorda con l'impostazione di Chandler trattando il genere Opetia come famiglia a sé strettamente affine ai Platypezidae.
Dal punto di vista filogenetico, Opetia è considerato il ciclorrafo più primitivo e formerebbe un clade monofiletico con l'affine famiglia dei Platypezidae. Alcuni Autori interpretano peraltro tale affinità trattando la superfamiglia Platypezoidea in senso stretto, ovvero comprendente solamente gli Opetiidae e i Platypezidae, e separando le famiglie Ironomyiidae, Lonchopteridae e Phoridae in un'altra superfamiglia, denominata Phoroidea.
Il genere comprende solo quattro specie:
- Opetia alticola Saigusa, 1963
- Opetia anomalipennis Saigusa, 1963
- Opetia nigra Meigen, 1830
- Opetia ussuriensis Shatalkin, 1985

## Distribuzione
Il genere Opetia ha distribuzione esclusivamente paleartica. Le specie O alticola e O. anomalipennis sono presenti in Giappone, O. ussuriensis nella Siberia orientale.
In Europa è presente solo O. nigra con un'ampia diffusione; il catalogo Fauna Europaea cita anche la presenza di questa specie in Asia, dato però non riscontrato nel Byosistematic Database of World Diptera. In Italia, la presenza di O. nigra è limitata alle sole regioni settentrionali.

## Fossili della famiglia Opetiidae
Il genere Opetia è l'unico relitto di una famiglia, comprendente altri generi estinti, che si è irradiata dal Cretaceo al Paleogene. Gli Opetiidae, insieme agli affini Platypezidae sono le famiglie più primitive dei Cyclorrhapha ed è accertata la loro presenza sulla Terra già dal Giurassico superiore, con il ritrovamento, in Cina, di fossili attribuiti a generi estinti.
I generi estinti appartenenti alla famiglia degli Opetiidae sono Lithopetia, Opetiala, Oppenheimiella e Pseudopetia. In questi sono classificate cinque specie fossili, di cui tre datate al Giurassico superiore (Lithopetia hirsuta, Pseudopetia exilis e Pseudopetia grandis), una a cavallo tra il Giurassico superiore e il Cretaceo inferiore (Opetiala shatalkini) e, infine, una risalente all'Eocene (Oppenheimiella baltica). Un sesto fossile è classificato, infine, nel genere Opetia (Opetia atra) e risale all'Oligocene.